# Parti kea
A parti kea, más néven kaka (Nestor meridionalis) a papagájalakúak (Psittaciformes) rendjébe és a keafélék (Strigopidae) családjába tartozó erdei faj. Korábban nesztorpapagájnak vagy új-zélandi nesztorpapagájnak is nevezték. A madár angol nevének (New Zealand kaka) alapjául szolgáló „kākā” szó maori nyelven papagájt jelent.

## Taxonómia
A Strigopoidea öregcsaládba sorolt fajok kizárólag Új-Zélandon és néhány környező szigeten fordulnak elő. Ezen belül is a Nestoridae családba a Nestor nem mellett egyetlen, mára kihalt (fosszilis) fajokat tömörítő madárnem (génusz), a Nelepsittacus tartozik.
A Nestor nemhez összesen 4 faj tartozik: a parti kea mellett két, mára kihalt szigetlakó kea, valamint a Déli-szigeten őshonos alpesi papagáj, a hegyi kea (Nestor notabilis).
A parti kea legközelebbi rokona feltehetően (a fosszilis fajokat is ideszámítva) a 19. század közepén kihalt norfolki kea (Nestor productus).  A jelenleg is élő (recens) fajok közül a vele egy nembe sorolt hegyi kea tekinthető a parti kea legközelebbi rokonának. A norfolki keáról, melyből az utolsó fogságban tartott példány 1851-ben pusztult el Londonban, maradtak fent leírások, festmények és kitömött példányok az utókor számára. 
A chathami kea (Nestor chathamensis) a 16-17. században pusztult ki; az előzőhez hasonlóan szintén endemikus madárfaj volt, mely kizárólag néhány szigeten fordult elő. Erről a fajról az előzővel ellentétben nem maradtak fent beszámolók vagy képek, hiszen az európaiak érkezése előtt halt ki; így pusztán csontjai alapján írták le a tudomány számára 2014-ben. A csontok alapján valószínűsíthető, hogy rosszul repülő faj lehetett. Feltehetően közelebbi rokonságban állt a többi keával, mint a parti keával.

## Előfordulása
Új-Zéland erdős területein honos. 

## Alfajai
A parti keának két alfaját írták le a két fő szigetnek megfelelően, ezt a taxonómiai beosztást azonban genetikai adatok nem támasztják alá.
- déli-szigeti parti kea (Nestor meridionalis meridionalis) (Gmelin, 1788): a Déli-szigeten élő alfaj a törzsalak
- északi-szigeti parti kea (Nestor meridionalis septentrionalis) (Lorenz, 1896): az Északi-szigeten élő alfaj

## Megjelenése
A parti kea átlagos testhossza 38 - 44 centiméter, testtömege 340 - 400 gramm. Északról dél felé haladva a nesztorpapagájok testmérete nő.
Háta, mellének java része és szárnyainak külső fele zöldesbarna színű, míg hasa és szárnyának belső oldala vöröses színű. 
Feje szürkésfehérbe hajló. A hímek csőrének felső kávája hosszabb és erősebben görbült, mint a tojóké és a fejük is nagyobb - ez főleg akkor szembetűnő, ha egy pár két tagja éppen egymás mellett tartózkodik.   

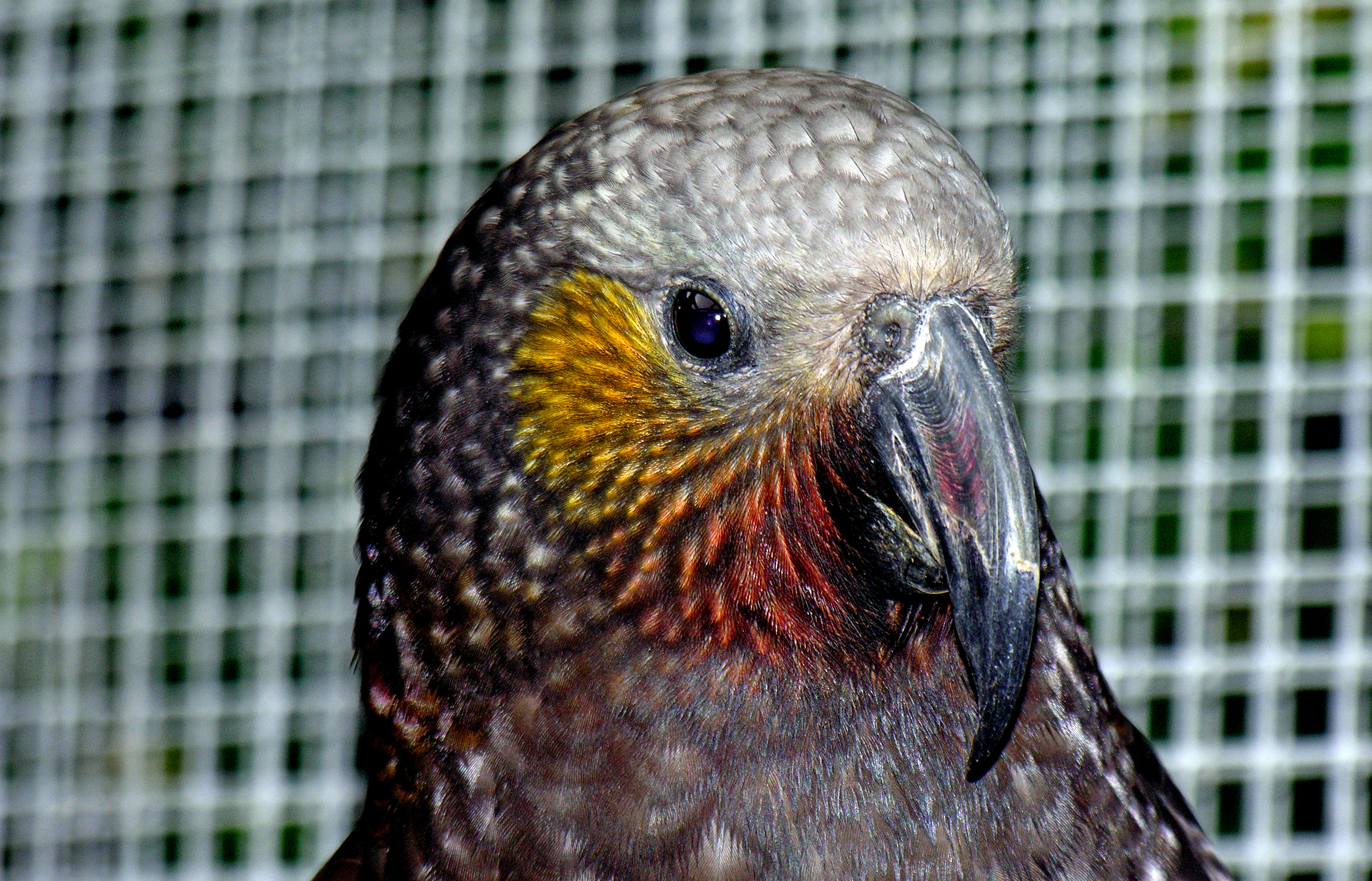
A parti kea portréja

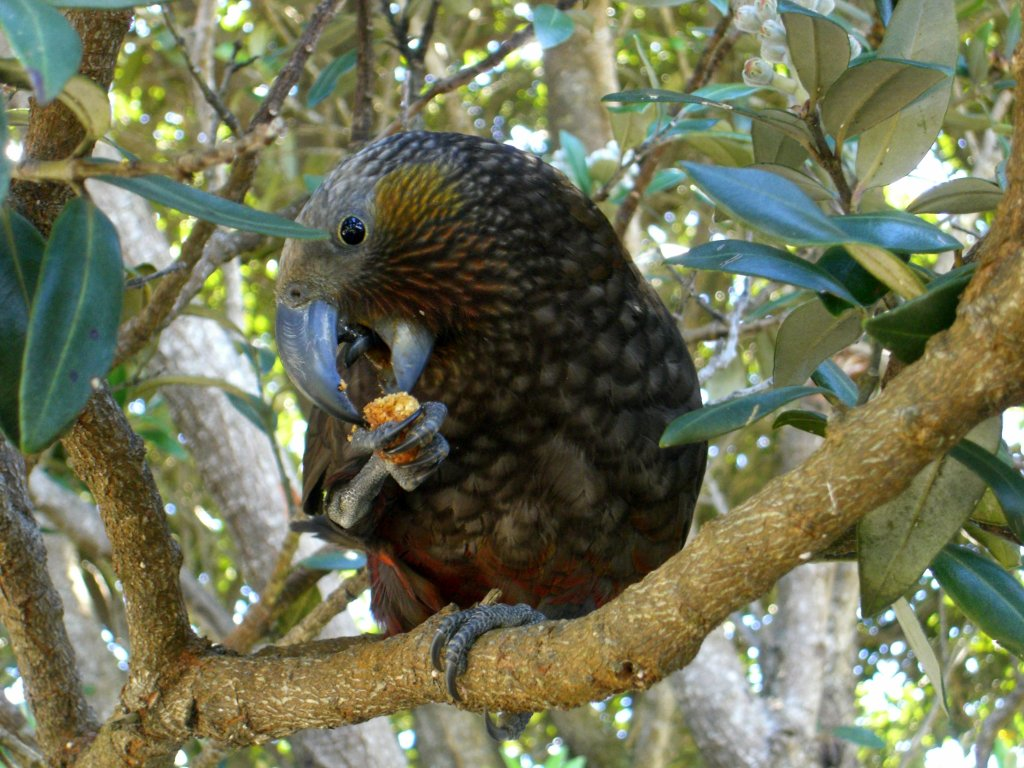
Parti kea a Kapiti-szigeti Madárrezervátumban

## Életmódja
A parti kea javarészt erdőkben él, de előfordulhat bozótos vidékeken, parkokban és kertekben is.
Főként fákon tartózkodik.
A költési időszakon kívül kicsi, maximum tíz madarat számláló csoportokban él.
Szürkületkor vagy holdfényes éjszakákon is tevékenykedhet.
Magvakkal, rovarlárvákkal, rovarokkal, fanedvvel, virágokkal és nektárral táplálkozik.
A parti kea hangja az alábbi honlapon több felvételen is meghallgatható.

## Szaporodása
Nem minden évben költ, néha négy év is eltelik két költési időszaka között. A kutatások kiderítették, hogy bizonyos fák, melyeknek nektárjával, majd  termésével táplálkozik, alapvetően befolyásolják  a költés sikerességét. Azokban az években, amikor ezek a fák különösen sok magot hoznak, szinte biztosan nekilátnak a kakák a fészeképítésnek. A 4–5 fióka felnevelése még ezekben az években is nehézségekbe ütközik, és ritkán sikerül egy párnak kettőnél több fiókát felnevelnie.
Odúkban szeret költeni, melyeket több, egymást követő költési szezonban is szívesen használ. Általában a tojó kotlik, a hím csak annyi időre szokta felváltani, amíg táplálékot vesz magához. A fiókák többnyire 10 hét után lesznek röpképesek és ekkor hagyják el az odút.

## Természetvédelmi státusz
A parti kea a veszélyeztetett madárfajok közé tartozik. Túlélése szempontjából főleg a betelepített európai darazsak a veszélyesek, melyek elfogyasztják azokat a táplálékforrásokat (főleg nektárt), amelyek alapvetőek a madarak fennmaradása szempontjából.
Veszélyeztető tényezők még az Új-Zélandra betelepített hermelinek, melyek feldúlják a madarak fészkeit és elfogyasztják fiókáikat.